# Antorcha de Paja
Antorcha de Paja fue una revista española de poesía fundada en 1973 por los poetas Francisco Gálvez, José Luis Amaro y Rafael Álvarez Merlo, considerada hoy como una de las más representativas de la Generación del 70 en la poesía española del último cuarto de siglo. En torno a ella se agruparon otros poetas como  Fernando Merlo y Pedro Luis Zorrilla. Publicó su último número en 1983. Ha sido estudiada por los profesores y críticos Fernando Guzmán Simón (Universidad de Sevilla), Juan José Lanz (Universidad del País Vasco) Pedro Ruiz Pérez y María Rosal (Universidad de Córdoba).
Publicación representativa de lo que se llama generación del 68 o del 70. Revista que sin recursos materiales ajenos, fue mantenida por el esfuerzo de los componentes del propio grupo, en aras de una independencia cada vez más preciada. Revista que fue reflejo también del cambio cultural y político de la época, pero no solo eso, sino también del cambio poético que oscilaba entre la dura poesía social y la estética veneciana de los novísimos. Lo cual no excluía que en sus páginas se hallaran estos mismo poetas, desde el Grupo Cántico hasta poetas de la antología de Castellet, o del postismo.
Calificada de heterodoxa y radical, se le ha atribuido no solo el carácter de un hecho literario sino también "vivencial". Y según Juan José Lanz, que elaboró una tesis en 1996 sobre la revista, destaca "su importancia en el resurgimiento de la poesía andaluza en un tiempo en el que predominaba un centralismo asfixiante y una poética novísima que todo lo nombraba".
En la revista colaboraron pintores como Luis García Ochoa, José María Báez, José María García Parody, y en la segunda etapa el diseño y confección estuvo al cuidado de Julio Juste. Se publicaron 19 números a los que hay que añadir colecciones de poesía y crítica, como Trayectoria de Navegantes. De Antorcha de Paja se han ocupado profesores y críticos como el propio Juan José Lanz o Ángel Estévez y aparece en el libro de la consejería de Cultura Poesía en los años oscuros (Las revistas poéticas andaluzas). Ateneo de Córdoba.